# Niemieckie monety euro
Awersy niemieckich monet euro
- 1 i 2 euro przedstawiają stylizowanego orła, symbol suwerenności. Bardzo podobny znajduje się w sali obrad federalnego parlamentu[1]. Różni się jednak od godła państwowego. Autorami projektu są Heinz i Sneschana Russewa-Hoyer.
- 10, 20 i 50 centów przedstawiają Bramę Brandenburską, symbolizującą podział i ponowne zjednoczenie Niemiec, a także otwartość. Autorem projektu jest Reinhard Heinsdorff.
- 1, 2, i 5 centów przedstawiają gałązkę dębu. Była motywem na fenigach, monetach zdawkowych marki niemieckiej. Autorem projektu jest Rolf Lederbogen.

## Monety okolicznościowe– Seria: Niemieckie Kraje Związkowe
Niemcy rozpoczęli emisję serii pamiątkowych monet Die 16 Bundesländer der Bundesrepublik Deutschland (16 Landów Republiki Federalnej Niemiec) w 2006 r., która będzie kontynuowana do 2021 r. Rok, w którym moneta poszczególnego landu zostanie wyemitowana zbiegają się z prezydenturą tego landu w Bundesrat. Pierwsza moneta została wyemitowana w 2006 r.:
| Rok  | Numer | Region                        | Awers                         |
| ---- | ----- | ----------------------------- | ----------------------------- |
| 2006 | 1     | Szlezwik-Holsztyn             | Brama Holsztyńska w Lubece    |
| 2007 | 2     | Meklemburgia-Pomorze Przednie | Zamek w Schwerinie            |
| 2008 | 3     | Hamburg                       | Kościół św. Michała           |
| 2009 | 4     | Saarland                      | Kościół Ludwika w Saarbrücken |
| 2010 | 5     | Brema                         | Ratusz oraz posąg Rolanda     |
| 2011 | 6     | Nadrenia Północna-Westfalia   | Katedra w Kolonii             |
| 2012 | 7     | Bawaria                       | Zamek Neuschwanstein          |

Reszta, czyli piętnaście monet będzie emitowana w kolejnych latach; niektóre z wizerunków awersu nie są jeszcze ostateczne i nadal mogą być zmienione. Oryginalnie wizerunek dla poniższych landów był inny:
- Hamburg: Landungsbrücken
- Brema: Ratusz (tylko)
- Bawarię: Frauenkirche
- Dolna Saksonia: Ratusz w Hanowerze, przedtem Kościół św. Michała w Hildesheim
- Hesja: Römer we Frankfurcie nad Menem
- Berlin: Reichstag

| Rok  | Numer | Region               | Awers                                      |
| ---- | ----- | -------------------- | ------------------------------------------ |
| 2013 | 5     | Badenia-Wirtembergia | Opactwo Maulbronn                          |
| 2014 | 9     | Dolna Saksonia       | Kościół św. Andrzeja w Hildesheim          |
| 2015 | 10    | Hesja                | Kościół św. Pawła we Frankfurcie nad Menem |
| 2016 | 11    | Saksonia             | Pałac Zwinger w Dreźnie                    |
| 2017 | 12    | Nadrenia-Palatynat   | Porta Nigra w Trewirze                     |
| 2018 | 13    | Berlin               | Pałac Charlottenburg                       |
| 2019 | 14    | Saksonia-Anhalt      | Katedra w Magdeburgu                       |
| 2020 | 15    | Turyngia             | Zamek Wartburg w Eisenach                  |
| 2021 | 16    | Brandenburgia        | Pałac Sanssouci w Poczdamie                |

Seria podobna jest do serii United States' State Quarters, w której wyemitowano 50 monet, po pięć na rok między 1999 a 2008 rokiem.